# Зальвенмозер, Ингрид
Ингрид Зальвенмозер (нем. Ingrid Salvenmoser; род. 28 марта 1967, Шеффау-ам-Вильден-Кайзер) — австрийская горнолыжница, специалистка по слалому и гигантскому слалому. Представляла сборную Австрии по горнолыжному спорту в 1985—2001 годах, бронзовая призёрка чемпионата мира, призёрка шести этапов Кубка мира, трёхкратная чемпионка австрийского национального первенства, участница зимних Олимпийских игр в Нагано.

## Биография
Ингрид Зальвенмозер родилась 28 марта 1967 года в коммуне Шеффау-ам-Вильден-Кайзер, Тироль. Проходила подготовку в местном лыжном клубе Skiverein Scheffau, специализировалась прежде всего на техничных дисциплинах, таких как слалом и гигантский слалом.
В 1985 году вошла в основной состав австрийской национальной сборной и дебютировала в Кубке мира, в частности первые очки набрала на этапе во французском Сен-Жерве, где финишировала в гигантском слаломе пятой. В то же время выступила на чемпионате мира среди юниоров в Чехословакии, став в слаломе и гигантском слаломе четвёртой.
На мировом первенстве 1989 года в Вейле Зальвенмозер заняла пятое место в слаломе и закрыла десятку сильнейших в программе гигантского слалома.
В 1991 году побывала на чемпионате мира в Зальбах-Хинтерглеме, откуда привезла награду бронзового достоинства, выигранную в слаломе — пропустила вперёд только швейцарку Френи Шнайдер и представительницу Югославии Наташу Бокал. При этом в зачёте гигантского слалома показала на финише восьмой результат.
На мировом первенстве 1993 года в Мориоке стала четырнадцатой в слаломе и девятнадцатой в гигантском слаломе. На последующих чемпионатах мира 1996 года в Сьерра-Неваде и 1997 года в Сестриере стартовала исключительно в слаломе, расположившись в итоговых протоколах на пятой и десятой строках соответственно.
Благодаря череде удачных выступлений удостоилась права защищать честь страны на зимних Олимпийских играх 1998 года в Нагано — в слаломе по сумме двух попыток заняла итоговое шестое место.
После Олимпиады Ингрид Зальвенмозер ещё в течение некоторого времени оставалась в составе горнолыжной команды Австрии и продолжала принимать участие в крупнейших международных соревнованиях. Так, в 1999 году она отправилась на чемпионат мира в Вейле, где стала в слаломе семнадцатой. За выдающиеся спортивные достижения по итогам сезона была награждена знаком I степени почётного знака «За заслуги перед Австрийской Республикой».
Впоследствии оставалась действующей спортсменкой вплоть до 2001 года. В ходе своей спортивной карьеры Зальвенмозер выступила в общей сложности на 196 этапах Кубка мира, множество раз попадала в десятку, в том числе шесть раз поднималась на подиум, получив три серебра и три бронзы. Ей так и не удалось завоевать Хрустальный глобус, но в одном из сезонов она была в слаломе четвёртой. Наивысшая позиция в общем зачёте всех дисциплин — 11 место. Является, помимо всего прочего, трёхкратной чемпионкой Австрии по горнолыжному спорту.
Завершив спортивную карьеру, с 2002 года работает инструктором по горным лыжам в своей родной коммуне Шеффау-ам-Вильден-Кайзер.